# مصطفى ياحي
مصطفى ياحي هو سياسي وأستاذ جامعي جزائري، وهو رئيس المجلس الوطني للبحث العلمي والتكنولوجيات كمل ترأس سابقا حزب التجمع الوطني الديمقراطي منذ 14 أكتوبر 2023 إلى 29 ماي 2025، كما تقلد عدة مناصب منها رئيس جامعة امحمد بوڤرة-بومرداس، وهو متزوج وله طفلين.